# 2008年の日本公開映画/11月
- 1日
  - アイズ（ アメリカ合衆国）
  - イエスタデイズ（ 日本）
  - ウォー・ダンス/響け僕らの鼓動（ アメリカ合衆国/ドキュメタンリー）
  - オリンダのリストランテ（ アルゼンチン）
  - さくらんぼ 母ときた道（ 日本・ 中国）
  - 十年愛（ 日本）
  - その日のまえに（ 日本）
  - タンゴ・イン・ブエノスアイレス -抱擁-（ アルゼンチン/ドキュメンタリー）
  - 帝国オーケストラ（ ドイツ/ドキュメンタリー）
  - 七夜待（ 日本）
  - ハンサム★スーツ（ 日本）
  - ブタがいた教室（ 日本）
  - まぼろしの邪馬台国（ 日本）
  - レッドクリフ Part I（ 中国・ 日本）
  - 恋愛上手になるために（ アメリカ合衆国・ イギリス・ ドイツ）
- 7日
  - Xファイル：真実を求めて（ アメリカ合衆国）
- 8日
  - 秋深き（ 日本）
  - Yes!プリキュア5GoGo! お菓子の国のハッピーバースディ♪（ 日本/アニメ）
  - 大奥 百花繚乱（ 日本）
  - かけひきは、恋のはじまり（ アメリカ合衆国）
  - 彼が二度愛したS（ アメリカ合衆国）
  - 小森生活向上クラブ（ 日本）
  - 櫻の園 -さくらのその-（ 日本）
  - 天国はまだ遠く（ 日本）
  - 天使のいた屋上（ 日本）
  - トラ・コネ 〜Triangle Connection〜（ 日本）
  - Happyダーツ（ 日本）
  - Famille 〜フランスパンと私〜（ 日本）
  - ヤング@ハート（ イギリス/ドキュメンタリー）
- 15日
  - GSワンダーランド（ 日本）
  - ジョージアの日記/ゆーうつでキラキラな毎日（ イギリス）
  - シルエット 〜Silhouetto〜（ 日本）
  - ダイアリー・オブ・ザ・デッド（ アメリカ合衆国）
  - DISCO（ フランス）
  - パッテンライ!! 〜南の島の水ものがたり〜（ 日本）
  - ハッピーフライト（ 日本）
  - フォーク&バレット 〜サヨウナラ戦争〜（ 日本）
  - ブロークン（ イギリス・ フランス）
  - ベルリン・フィル 最高のハーモニーを求めて（ ドイツ/ドキュメンタリー）
  - BOY A（ イギリス）
  - ラブファイト（ 日本）
- 22日
  - 大奥 浮絵悲恋（ 日本）
  - 俺たちに明日はないッス（ 日本）
  - 工業哀歌バレーボーイズ THE MOVIE（ 日本）
  - ザ・フー:アメイジング・ジャーニー（ アメリカ合衆国・ イギリス/ドキュメンタリー）
  - ジュテーム〜わたしはけもの（ 日本）
  - 1408号室（ アメリカ合衆国）
  - 中華学校の子どもたち（ 日本/ドキュメンタリー）
  - トロピック・サンダー/史上最低の作戦（ アメリカ合衆国）
  - ニュータイプ ただ、愛のために（ 日本）
  - バンク・ジョブ（ イギリス）
  - ブラインドネス（ 日本・ ブラジル・ カナダ）
  - 平凡ポンチ（ 日本）
  - 未来を写した子どもたち（ アメリカ合衆国/ドキュメンタリー）
  - ラット・フィンク 〜ボクのビッグ・ダディ〜（ カナダ）
  - RUN3（ 日本）
  - 私は貝になりたい（ 日本）
- 28日
  - ソウ5（ アメリカ合衆国）
- 29日
  - 青い鳥（ 日本）
  - アリア（ 日本）
  - 最強☆彼女（ 韓国）
  - D-WARS ディー・ウォーズ（ 韓国）
  - デス・レース（ アメリカ合衆国）
  - 変態ピエロ（ フランス）
  - 夏休みのような1ヵ月（ 日本）
  - ピョコタン・プロファイル（ 日本）
  - 猫ラーメン大将（ 日本）